# Katie
Katie – miasto w Stanach Zjednoczonych, w stanie Oklahoma, w hrabstwie Garvin.